# Andrej Horvat
Andrej Horvat, slovenski ekonomist in politik, * 9. april 1966, Murska Sobota.

## Življenjepis
Med 5. januarjem 2006 in februarjem 2007 je bil državni sekretar Republike Slovenije v Službi Vlade RS za usklajevanje in spremljanje izvajanja strategije razvoja Slovenije.
Od oktobra 2009 je bil državni sekretar v Kabinetu predsednika Vlade RS, pristojen za območja z razvojnimi izzivi.
17. oktobra 2011 je Horvat ponudil svoj odstop zaradi nepravilnosti pri svojem delu. Dva dni kasneje (19. oktobra) so kriminalisti pregledali njegov urad kot tudi prostore vlade, pri čemer so iskali predvsem dokumente glede izvajanja zakona o razvojni podpori Pomurski regiji v obdobju 2010-2015. Borut Pahor je 20. oktobra sprejel njegov odstop.